# Michail Jefimowitsch Gubonin
Michail Jefimowitsch Gubonin (russisch Михаил Ефимович Губо́нин; * 24. Junijul. / 7. Juli 1907greg. im Dorf Bolschewo bei Koroljow; † 9. Oktober 1971 in Moskau) war ein russischer Maler, Grafiker und Archivar.

## Leben
Michail Jefimowitsch Gubonin, Sohn des reichen Pelzhändlers Jefim Semenowitsch Gubonin aus der Familie des Großunternehmers Pjotr Ionowitsch Gubonin, studierte an der Moskauer Hochschule für Malerei, Bildhauerei und Architektur Malerei.
Oft besuchte Gubonin Gottesdienste in den Moskauer Kirchen, insbesondere im Sretenski-Kloster. Er wurde ein enger Freund des Priestermönchs Ieronimo (Sacharow), des späteren Bischofs von Rostow am Don. Er wurde Hypodiakon des Bischofs Pjotr (Rudnew) von Kolomna und war im Kontakt mit dem Bischof Tichon (Scharanow) von Gomel. Seit seiner Kindheit kannte Gubonin den späteren Patriarchen Pimen I., mit dem zusammen er aufgewachsen war.
Nach seinem Kunststudium arbeitete Gubonin ab 1928 in verschiedenen Verlagen. Am 15. Mai 1930 wurde er verhaftet und von einem GPU-Sondergericht nach Artikel 58.10 des Strafgesetzbuches der RSFSR wegen antisowjetischer Propaganda in Verbindung mit religiösen Vorurteilen zu drei Jahren Verbannung in Zentralasien verurteilt. Während der Verbannung lebte er zunächst in Shahrisabz und Termiz und dann in Bek-Budi in Usbekistan. Am 4. März 1940 wurde er rehabilitiert.
1938 heiratete Gubonin Klawdija Petrowna Mironowa, Chorleiterin des Chores von Alexander Wasiljewitsch Sweschnikow und Kirchenchorsängerin zunächst in der Moskauer Epiphanien-Kathedrale und dann in der Epiphanien-Kathedrale zu Jelochowo sowie im Patriarchenchor unter der Leitung Wiktor Stepanowitsch Komarows. Gleich zu Beginn des Deutsch-Sowjetischen Krieges wurde Gubonin am 22. Juli 1941 zum Wehrdienst eingezogen; nach dem Kriege wurde er als Oberleutnant entlassen. 1946 starb seine Frau. Zwei Jahre später heiratete er seine Schwägerin Soja Petrowna Mironowa, die nach seinem Tode sein Archiv betreute.
Ende 1947 wurde Gubonin zu Arbeiten für den Schrein des Heiligen Alexej Biakonts in der  Epiphanien-Kathedrale herangezogen, wofür er insbesondere Zeichnungen für Holzschnitzarbeiten anfertigte. Ab 1948 führte er Arbeiten zur Restaurierung und Ausmalung von Kirchen in Moskau, Kuibyschew, Astrachan und anderen Orten aus. Vom Patriarchen Alexius I. persönlich bekam er Aufträge zur Anfertigung spezieller Gegenstände, insbesondere zur Anfertigung der Patriarchenhaube für dessen Inthronisation.
1961–1967 arbeitete Gubonin als Grafiker in der Süßwarenfabrik Roter Oktober in Moskau. Er gestaltete die Etikette für Kakao, die Schokolade Goldenes Schild, die Pralinen Kirsche in Schokolade, Sadko, Jetzt nimm es!, Rote Zipfelmütze und andere. Auch war er der Autor des klassischen Etiketts des Sowjetischen Sekts.
In den 1960er Jahren begann Gubonin, mit der Verlagsabteilung des Moskauer Patriarchats zusammenzuarbeiten. Er gestaltete das Design der Zeitschrift des Moskauer Patriarchats, das bis in die 1990er Jahre beibehalten wurde. Er stellte viele Bände mit Archivmaterial über den Patriarchen Tichon (Bellawin) und die Geschichte der russischen Kirche zusammen, und er setzte das Werk Pawel Michailowitsch Strojews fort, der die Bischöfe und Äbte der russischen Kirche aufgelistet hatte. Aus Gubonins Arbeiten resultierten Buchveröffentlichungen, die erst lange nach seinem Tode 1994, 2006 und 2007 erschienen.
Gubonin fand sein Grab auf dem Friedhof von Dolgoprudny.

## Werke
- Акты Святейшего Тихона, Патриарха Московского и всея России, позднейшие документы и переписка о каноническом преемстве высшей церковной власти. 1917—1943: Сб. в 2-х частях / Сост. М. Е. Губонин; Редакторы: Протоиерей Владимир Воробьев, Иеромонах Дамаскин (Орловский). — М.: Издательство Православного Свято-Тихоновского Богословского института, 1994. — 1064 с. — 200 000 экз. — ISBN 5-7429-0001-5. (в пер.)
- Патриарх Тихон и история русской церковной смуты. — СПб.: СатисЪ, 1994. — 448 с. — 10 000 экз. — ISBN 5-7373-0013-7. (в пер.)
- Введение в историю российской иерархии (Краткий исторический обзор вопроса) // Материалы по истории русской иерархии. Статьи и документы. — М.: Православный Свято-Тихоновский Богословский институт. — 2002. — С. 7-34
- История иерархии Русской Православной Церкви: Комментированные списки иерархов по епископским кафедрам с 862 г. (с приложениями) / Работа начата М. Е. Губониным в 1969—1971 гг. и продолжена в 2004—2006 гг. исследовательской группой в составе: к.и.н. П. Н. Грюнберг (руководитель), к.и.н. Ф. А. Гайда, Е. Н. Грюнберг, И. П. Кирпичёв, Н. А. Кривошеева. — М.: ПСТГУ, 2006. — 928 с. — 1000 экз. — ISBN 5-7429-0143-7, ISBN 978-5-7429-0143-3. (в пер.)
- Современники о патриархе Тихоне: В 2-х томах / Сост. М. Е. Губонин. — М.: ПСТГУ, 2007. — Т. I, II. — 768, 754 с. — (Материалы по новейшей истории Русской Православной Церкви). — 2000 экз. — ISBN 978-5-7429-0301-7, ISBN 978-5-7429-0303-1. (в пер.)
- «Кифа»: Очерк жизни и деятельности Патриаршего Местоблюстителя митрополита Крутицкого Петра (Полянского) // Кифа — Патриарший Местоблюститель священномученик Петр, митрополит Крутицкий (1862—1937) / Отв. ред. прот. В. Воробьев. М., 2012.